# 뤼베크 전투
뤼베크 전투는 1806년 11월 6일 장바티스트 베르나도트(Jean-Baptiste Bernadotte) 휘하의 프랑스 군과 게프하르트 폰 블뤼허(Gebhard Leberecht von Blücher) 휘하의 프로이센군이 독일의 뤼베크 지방에서 벌인 전투이다. 전투 후에 프랑스군은 중립도시인 뤼베크를 차지하였다.

## 배경
1806년 10월 14일 황제 나폴레옹이 예나(Jena)와 아우어슈테트(Auerstädt)에서 두 번에 걸쳐 프로이센군을 격파한 후에, 황제는 프랑스군을 이끌고 퇴각하는 프로이센군에 대해 재빠른 추격을 시작하였다. 나폴레옹의 추격에 직면하여 프로이센군은 사기가 극도로 저하되어 궤주상태가 되었다. 냉혹한 프랑스군의 추격에 몰려 일부 프로이센 장교들은 많은 야전군과 보급물자가 가득한 요새를 갖고 있음에도 불구하고 수적으로 불리한 프랑스의 기병이나 보병부대에게 항복하는 모습을 보여줬다. 이러한 상황에서 냉정을 유지하는 사람은 그다지 많지 않았으며, 블뤼허는 그나마 냉정을 유지할 수 있는 측에 속하였다. 블뤼허는 바이마르 공(Duke of Weimar) 휘하 병력의 지휘를 맡았으며, 북쪽으로 이동하면서 프랑스에 계속 저항하려 하였다. 한편 베르나도트가 지휘하는 프랑스 제 1군단이 이를 추격하고 있었다.

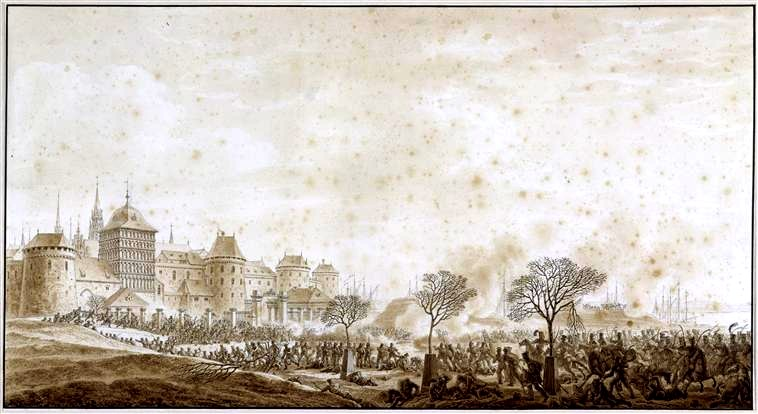
뤼베크 전투 - Burgtor을 배경으로 도시 성벽 북쪽의 전투 모습.

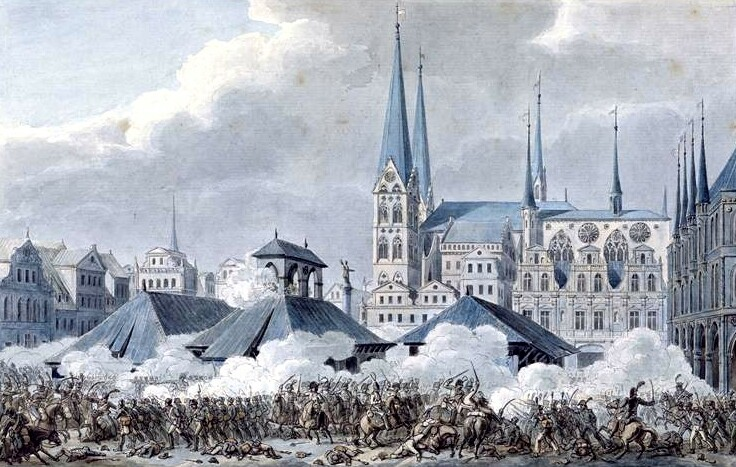
뤼베크 전투 - 생 마리를 배경으로 한 광장의 전투 모습.

## 전투
블뤼허는 베르나도트의 추격에 몰려 북쪽으로 멀리 멀리 도망쳐야 했다. 종국에 블뤼허는 프로이센 영토를 벗어나고 말았다. 11월 5일 블뤼허는 중립을 취하고 있던 한자 동맹 소속의 도시 뤼베크로 진군하였으며 이곳에서 도시의 유력자들에게 돈과 식량을 강요하였다. 다음날 베르나도트 휘하의 군사들이 성벽을 공격하였다. 니콜라 술트(Nicolas Soult) 원수 휘하 4군단이 곧 베르나도트의 군단을 지원하기 위해 달려왔다. 거칠고 혼란스러운 전투를 벌인 후에 프랑스군은 도시를 공략하였고, 프로이센군을 몰아내었다. 블뤼허는 반격을 시도하였으나 프랑스군은 도시를 완벽하게 장악하였다. 프랑스군은 스트레크니츠(Strecknitz), 크렘펠스도르프(Krempelsdorf), 그리고 쉬바르타우(Schwartau) 등지에서 전투를 벌여 분산된 프로이센군을 고립시키거나 격파하였다.

## 결과
프랑스군의 피해는 남아있지 않으나 전투의 격렬함을 생각해 보면 1,000명정도로 짐작할 수 있다. 프로이센군은 2,000명 정도가 전사하거나 부상당하고 여기에 더하여 4,000명이 포로로 잡혔다. 블뤼허 휘하의 참모장인 샤른호르스트(Scharnhorst) 장군 역시 이 전투에서 프랑스군에게 포로로 잡혔다. 뤼베크 시는 프랑스군에게 약탈당했다.
11월 7일 라테카우(Ratekau)에서 블뤼허 원수는 4,000명의 보병과 3,800명의 기병으로 구성된 잔여병력을 이끌고 프랑스군에 항복하였다. 이때 블뤼허 원수는 40,000명의 프랑스 군에게 포위되었다. 프로이센 장군은 다음과 같이 기록하였다. "나는 탄약과 식량이 없기 때문에 항복하는 것이다. - 블뤼허"
포로로 잡힌 스웨덴인 문제와 관련하여 협상을 하는 와중에 베르나도트는 최초로 스웨덴 유력자들의 주의를 끌게 된다. 1810년 베르나도트는 스웨덴 왕위를 이을 계승자로 선출되고, 후에 스웨덴의 칼 14세 요한(Charles XIV John of Sweden)으로 즉위한다.

## 참고 문헌
- Chandler, David. The Campaigns of Napoleon. New York: Macmillan, 1966.
- Smith, Digby. The Napoleonic Wars Data Book. London: Greenhill, 1993. ISBN 1-85367-276-9